# Buffy Dee
Buffy Dee (* 15. September 1923 in New York City, New York als Anthony Nicholas DeSantolo; † Anfang November 1995 in Middletown, New York) war ein US-amerikanischer Schauspieler und Musiker, der vor allem durch Auftritte in Filmen mit Bud Spencer und Terence Hill in den 1980ern Bekanntheit erlangte, jedoch auch bereits davor in wesentlichen Rollen im Einsatz war.
DeSantolo arbeitete zudem als Rechtsanwalt in Miami und führte einen Club mit dem Namen The Alley, bestehend aus einer Bar und einem Restaurant, in Coral Gables, Florida, und einen weiteren Nachtklub namens Caribbean in Miami.

## Leben und Karriere
Der italienischstämmige Buffy Dee wurde am 15. September 1923 als Anthony Nicholas DeSantolo in der Metropole New York City im US-Bundesstaat New York geboren. In seiner Kindheit war er an Polio erkrankt und deshalb einige Jahre auf einen Rollstuhl angewiesen. Sein Gesundheitszustand besserte sich zwar wieder, er hinkte aber zeitlebens. Nachdem er noch in seinen 20ern nach Miami gezogen war, absolvierte er die zur University of Miami gehörende School of Law in Coral Gables, von der er im Jahre 1954 abging. In weiterer Folge war er als Rechtsanwalt tätig und arbeitete später als Richter am Miami-Dade County Court of Florida. Bereits 1962 stellte er in John Frankenheimers Mein Bruder, ein Lump einen Polizisten dar. Erst elf Jahre später kam der übergewichtige Raucher, sein Gewicht wird mit 350 Pfund (in etwa 160 Kilogramm) angegeben, zu seiner ersten größeren Rolle. In Diamantenlady mit Donald Sutherland, Jennifer O’Neill und Robert Duvall war er in der Nebenrolle des Tony Lacava zu sehen. In der abermals zehn Jahre später veröffentlichten deutschsprachigen Synchro wurde ihm von Walter Reichelt die Stimme geliehen. Zwischenzeitlich spielte er als Schlagzeuger unter anderem mit Carmen Cavallaro zusammen. 1974 hatte er eine Rolle in einer Episode von Einsatz in Manhattan und in den kommenden Jahren folgten diverse weitere Auftritte.
In der nur kurzlebigen ABC-Fernsehserie Caribe wurde er 1975 in der von Ed Waters gedrehten Pilotfolge eingesetzt. Noch im gleichen Jahr spielte er eine Nebenrolle in Murph the Surf, einem Film über Jack Roland Murphy, einen Surfer, Autor, Musiker, Artisten und verurteilten Mörder, der am größten Juwelenraub in der US-amerikanischen Geschichte im American Museum of Natural History im Jahre 1964 beteiligt war. Nachdem Buffy Dee 1976 noch in den Filmen Die falsche Schwester unter Regisseur Peter Hyams und Mako, die Bestie unter Regisseur William Grefe auftrat, ließ er die Schauspielerei für einige Jahre weitgehend ruhen. Er selbst sah sich nie als Schauspieler, sondern übte diese Tätigkeiten immer nur als Hobby aus und wollte für seine eigentliche Arbeit als Anwalt und Richter beachtet werden. Nach seiner Rolle als C. B. in Alles in Handarbeit von und mit Jerry Lewis, wo ihm in der deutschsprachigen Fassung Edgar Ott die Stimme lieh, fand Buffy Dee zu seiner ersten Produktion mit dem Duo Bud Spencer und Terence Hill. In Der Supercop mit Terence Hill in der Hauptrolle als Dave Speed spielt er noch im gleichen Jahr einen turbantragenden Losverkäufer, eine seiner vielen exzentrischen Rollen. In der deutschsprachigen Fassung erhielt er diesmal von Rolf Schult die Stimme. Drei Jahre später wurde er erstmals an der Seite des Duos eingesetzt, in Zwei bärenstarke Typen spielte er den Antagonisten K1 und war damit in einer wesentlichen Nebenrolle zu sehen. Als sein deutscher Synchronsprecher trat diesmal Herbert Weicker in Erscheinung.
1984 kam DeSantolo erstmals wieder in einer Fernsehserie zum Einsatz; in der sechsten Episode von Miami Vice spielte er den Buchmacher Mickey. In der deutschsprachigen Fassung wurde er, wie schon in Einsatz in Manhattan zehn Jahre zuvor, von Gerlach Fiedler synchronisiert. Ein Jahr später mimte er in Die Miami Cops den homosexuellen Hotelbesitzer Pancho, eine ebenfalls sehr markante Rolle in seiner Zusammenarbeit mit Spencer und Hill, gefolgt von einer Rolle als Entführer im Bud-Spencer-Streifen Aladin im Jahre 1986. Während die Stimme des Pancho Wolfgang Völz sprach, war Buffy Dees deutschsprachiger Synchronsprecher in Aladin Lothar Köster. 1988 wirkte der Club- und Restaurantbesitzer, der unter anderem eng mit Playboy-Gründer Hugh Hefner befreundet war und als einer seiner Weggefährten galt, unter der Regie von Fernando Colomo im Film Miss Caribe mit. Im italo-amerikanischen Slasher-Film Nightmare Beach von 1989 hatte er unter Umberto Lenzi einen seiner letzten Film- bzw. Fernsehauftritte. 1993 spielte er noch in der dritten Episode der zweiten Staffel von Zwei Supertypen in Miami an der Seite von Bud Spencer mit. 
Anfang November 1995 verstarb DeSantolo im Alter von 72 Jahren, nachdem er knapp 50 Jahre lang in und um Miami gelebt hatte, in Middletown, New York, an Lungenkrebs. Bis zu seinem Tod war er mit Eleanor Korn verheiratet, mit der er keine Kinder hatte.

## Filmografie
Filmauftritte (auch Kurzauftritte)
- 1962: Mein Bruder, ein Lump (All Fall Down)
- 1973: Diamantenlady (Lady Ice)
- 1975: Murph the Surf
- 1976: Die falsche Schwester (Peeper)
- 1976: Mako, die Bestie (Mako: The Jaws of Death)
- 1980: Alles in Handarbeit (Hardly Working)
- 1980: Der Supercop (Poliziotto superpiù)
- 1983: Zwei bärenstarke Typen (Nati con la camicia)
- 1985: Die Miami Cops (Poliziotti dell’ottava strada)
- 1986: Aladin (Superfantagenio)
- 1988: Miss Caribe
- 1989: Nightmare Beach

Serienauftritte (auch Gast- und Kurzauftritte)
- 1974: Einsatz in Manhattan (Kojak) (1 Episode)
- 1975: Caribe (1 Episode)
- 1984: Miami Vice (1 Episode)
- 1993: Zwei Supertypen in Miami (1 Episode)